# Étréaupont
Étréaupont ist eine französische Gemeinde mit 845 Einwohnern (Stand: 1. Januar 2022) im Département Aisne in der Region Hauts-de-France (vor 2016: Picardie); sie gehört zum Arrondissement Vervins und zum Kanton Vervins. Die Einwohner werden Étréaupontois genannt.

## Geographie

### Lage
Étréaupont liegt in der Landschaft Thiérache an der Mündung des Flusses Ton in die Oise, sieben Kilometer nördlich von Vervins und zwölf Kilometer westlich von Hirson. Durch die Gemeinde führt die Route nationale 2. Nachbargemeinden von Étréaupont sind Froidestrées und Gergny im Norden, Luzoir und Effry im Norden und Nordosten, Ohis im Nordosten und Osten, La Bouteille im Osten und Südosten, Fontaine-lès-Vervins im Süden, Laigny im Südwesten sowie Sorbais im Westen.

## Bevölkerungsentwicklung
| Jahr                       | 1962 | 1968 | 1975 | 1982 | 1990 | 1999 | 2006 | 2013 | 2021 |
| Einwohner                  | 1143 | 1015 | 969  | 955  | 966  | 933  | 868  | 927  | 848  |
| Quellen: Cassini und INSEE |      |      |      |      |      |      |      |      |      |

## Sehenswürdigkeiten

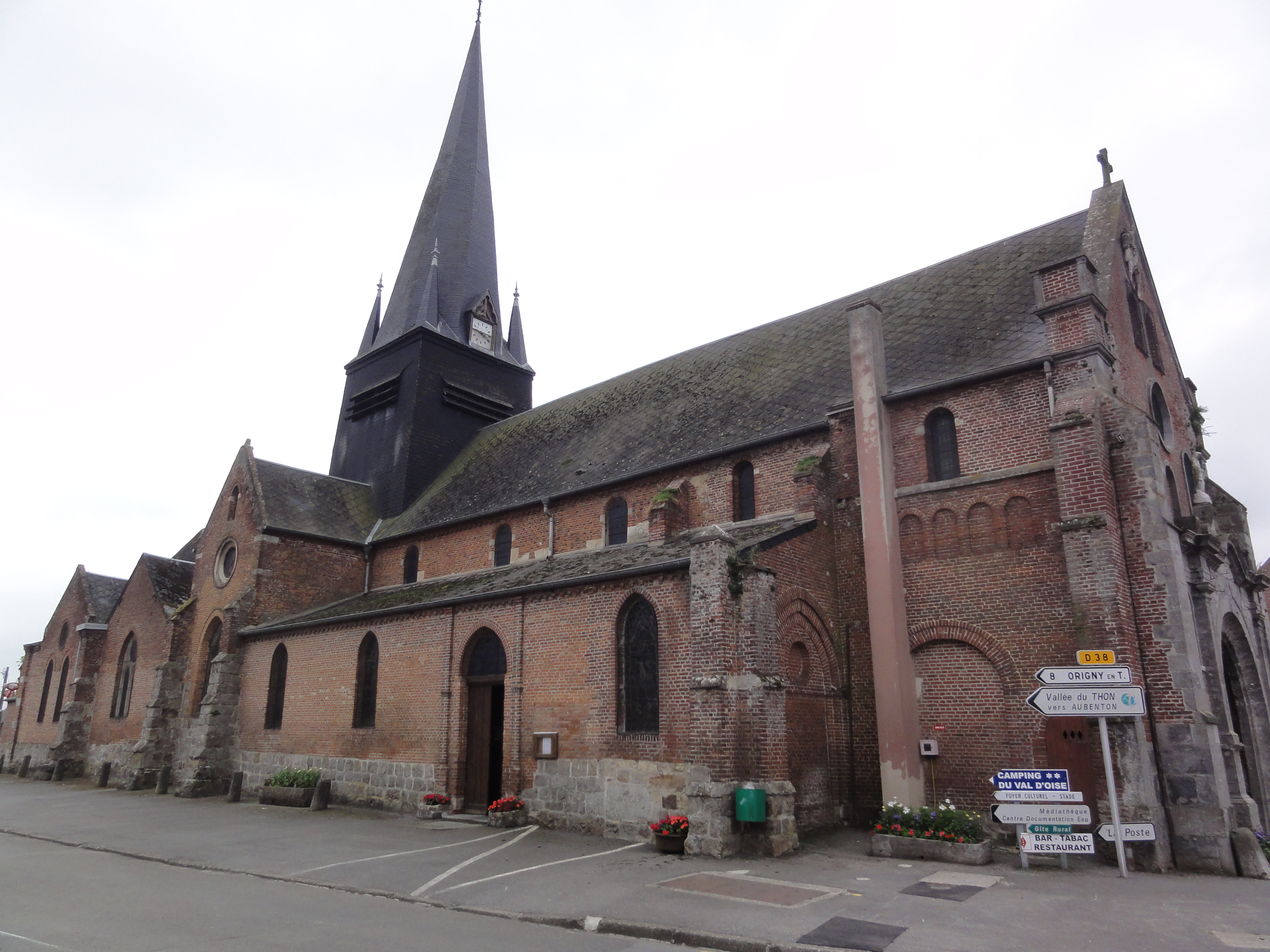
Kirche Saint-Martin
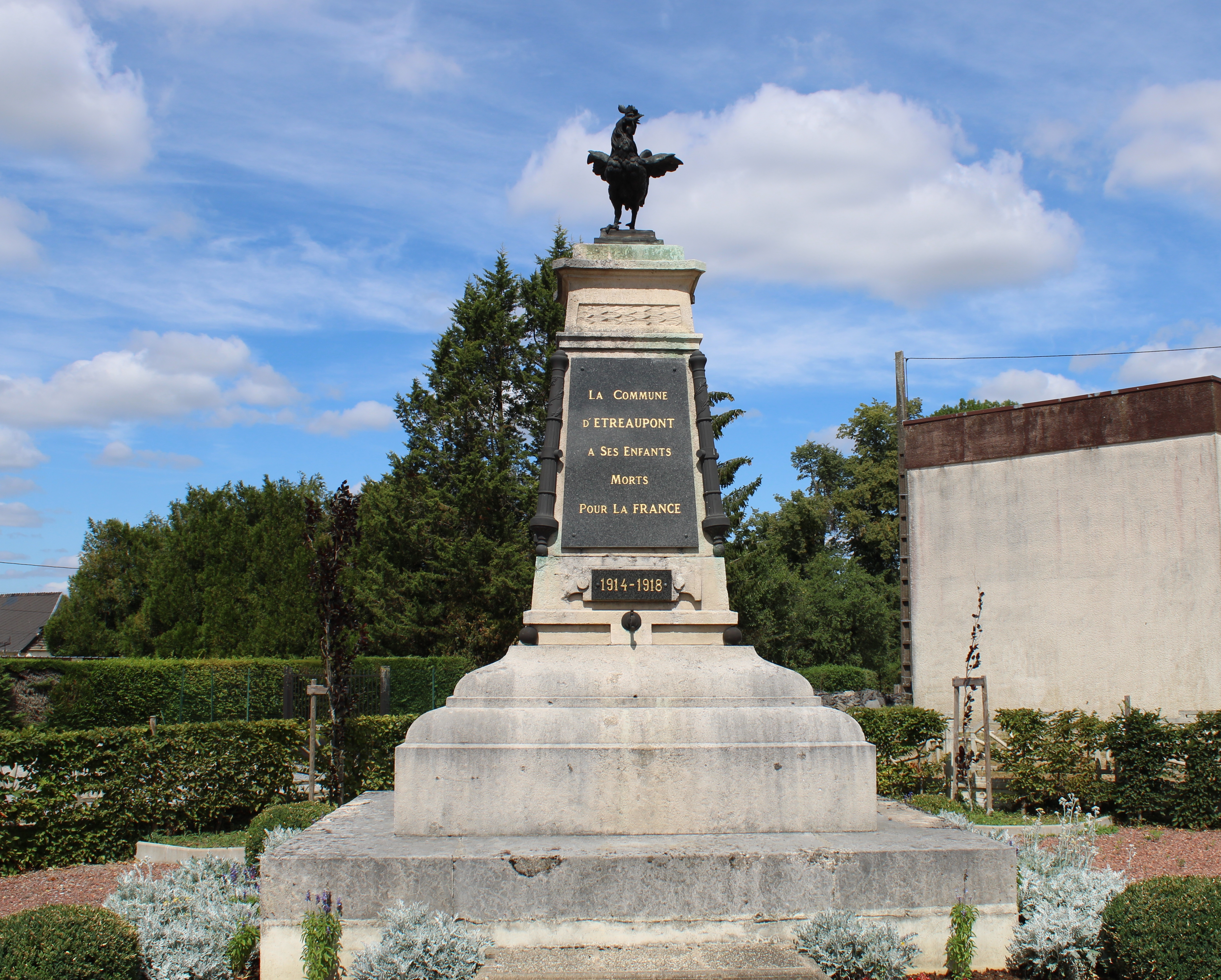
Gefallenendenkmal

- Kirche Saint-Martin
- Gefallenendenkmal